# 乌明上县
乌明上县是越南坚江省下辖的一个县。

## 地理
乌明上县东接永顺县，西接安边县和安明县，南接金瓯省乌明县，北接塸槁縣。

## 历史
2004年1月8日，安边县盛安社析置盛安A社。
2007年4月6日，以安边县盛安社、盛安A社2社，安明县安明北社1社和永顺县明顺社、永和社、和政社3社析置乌明上县。

## 行政区划
乌明上县下辖6社，县莅盛安社。
- 安明北社（Xã An Minh Bắc）
- 和政社（Xã Hòa Chánh）
- 明顺社（Xã Minh Thuận）
- 盛安社（Xã Thạnh Yên）
- 盛安A社（Xã Thạnh Yên A）
- 永和社（Xã Vĩnh Hòa）